# Ladies Asian Golf Tour
La Ladies Asian Golf Tour (LAGT) est un circuit professionnel de golf féminin créé en 2005. Il est le sixième circuit de golf féminin créé après les LPGA Tour, Ladies European Tour, LPGA of Japan Tour, LPGA of Korea Tour et ALPG Tour et le troisième situé en Asie. Les Japonaises et les Sud-Coréennes s'étant déjà doter de leurs propres circuits, par conséquent la LAGT couvre le reste du continent asiatique. La plupart des golfeuses qui sont inscrites à ce circuit sont asiatiques, mais il y a également des golfeuses venues d'autres endroits dans le monde.
Le tournoi inaugural de la Ladies Asian Golf Tour fut le Masters de Phuket Thailand disputé, disputé du 15 au 17 décembre 2005. En 2006, cinq tournois sont programmés durant l'année avec une dotation totale de 410 000 dollars, en 2007 la dotation est portée à 590 000 dollars. L'un des tournois du circuit est commun avec le LPGA of Korea Tour, permettant à la joueuse qui remporte ce tournoi d'être qualifié sur le circuit sud-coréen. Dernièrement[Quand ?] le Master de Hong Kong, tournoi du LAGT, fut également pris en compte par la Ladies European Tour ce qui a triplé la dotation de ce tournoi. En 2015, trois tournois sont communs au LAGT et au Ladies European Tour, deux depuis la saison 2016.

## Palmarès
| Année | Golfeuse                    | Pays           | Tournois | Gains (US$) |
| ----- | --------------------------- | -------------- | -------- | ----------- |
| 2016  | Leticia Ras Anderica        | Allemagne      | 2        | 7,581       |
| 2015  | Kanphanitnan Muangkhumsakul | Thaïlande      | 3        | 25,777      |
| 2014  | Pornanong Phatlum           | Thaïlande      | 1        | 82,500      |
| 2013  | Pornanong Phatlum           | Thaïlande      | 3        | 116,295     |
| 2012  | Patcharachuta Kongkapan     | Thaïlande      | 10       | 87,966      |
| 2011  | Yani Tseng                  | Taïwan         | 1        | 62,550      |
| 2010  | Lee-Anne Pace               | Afrique du Sud | 3        | 88,330      |
| 2009  | Bo-Mi Suh                   | Corée du Sud   | 2        | 48,500      |
| 2008  | Hee-Kyung Seo               | Corée du Sud   | 1        | 45,000      |
| 2007  | Na Da-ye                    | Corée du Sud   | 2        | 44,500      |
| 2006  | Eun-Hee Ji                  | Corée du Sud   | 3        | 28,845      |